# Ademilde Fonseca
Ademilde Fonseca Delfino (São Gonçalo do Amarante, 4 de marzo de 1921 - Río de Janeiro, 27 de marzo del 2012), más conocida como Ademilde Fonseca, fue una cantante brasileña. Sus interpretaciones la consagraron como la mayor intérprete del choro cantado, siendo considerada la "Reina del choro" (Rainha do choro en portugués). Trabajó por más de diez años en la TV Tupi y sus álbumes obtuvieron más de un millón de copias. Además de hacer éxito en tierras nacionales, regrabó grandes éxitos internacionales y se presentó en otros países.
Murió en Río de Janeiro a los 91 años, y fue enterrada en el Cementerio de San Juan Bautista.

## Discografía
- 1942 - Tico-Tico no Fubá/Volte pro morro - Columbia
- 1942 - Altiva América/Racionamento - Columbia
- 1942 - Apanhei-te cavaquinho/Urubu malandro - Columbia
- 1944 - Brinque a vontade!…/Os narigudos - Continental
- 1944 - Dinorá/É de amargar - Continental
- 1945 - O que vier eu traço/Xem-em-ém - Continental
- 1945 - Rato, rato/História difícil - Continental
- 1946 - Estava quase adormecendo/Sonoroso - Continental
- 1948 - Vou me acabar/Sonhando - Continental
- 1950 - João Paulino/Adeus, vou-me embora - Continental
- 1950 - Brasileirinho/Teco-teco - Continental
- 1950 - Molengo/Derrubando violões - Todamérica
- 1950 - Vão me condenar/Não acredito - Todamérica
- 1951 - Delicado/Arrasta-pé - Todamérica
- 1951 - Galo garnizé/Pedacinhos do céu - Todamérica
- 1951 - Meu senhor/Minha frigideira - Todamérica
- 1952 - Só você/Baião em Cuba - Todamérica
- 1952 - Gato, gato/Doce melodia - Todamérica
- 1952 - Sentenciado/Liberdade - Todamérica
- 1953 - Vaidoso/Turista - Todamérica
- 1953 - Meu Cariri/Se amar é bom - Todamérica
- 1953 - Papel queimado/Sapatinhos - Todamérica
- 1953 - Uma casa brasileira/Se Deus quiser - Todamérica
- 1954 - Pinicadinho/Tem 20 centavos aí? - Todamérica
- 1954 - Qué pr'ocê?/Mar sereno - Todamérica
- 1954 - Dono de ninguém/Neste passo - Todamérica
- 1954 - A hora é essa/Amei demais - Todamérica
- 1955 - Rio antigo/Saliente - Todamérica
- 1955 - Saudades do rio/Dó-ré-mi-fá - Todamérica
- 1955 - Polichinelo/Na vara do trombone - Odeon
- 1956 - Xote do Totó/Acariciando - Odeon
- 1956 - A situação/Procurando você - Odeon
- 1957 - Teia de aranha/Té amanhã - Odeon
- 1957 - Falsa impressão/Telhado de vidro - Odeon
- 1958 - Eu vou na onda - Odeon
- 1958 - Rainha do mar/Cortina do meu lar - Odeon
- 1958 - À La Miranda - Odeon LP
- 1959 - Na Baixa do Sapateiro/Io (Eu) - Odeon
- 1959 - Voz + Ritmo = Ademilde Fonseca - Philips
- 1960 - Tá vendo só/Indiferença - Philips
- 1960 - Choros Famosos - Philips
- 1961 - De apito na boca/É o que ela quer - Philips
- 1961 - Boato/Que falem de mim - Philips
- 1962 - Pé de meia/Quem resolve é a mulher - Philips
- 1963 - Marcha do pinica/"Tô" de bobeira - Marcobira
- 1964 - Esquece de mim/Carnaval na lua - Serenata
- 1975 - Ademilde Fonseca - Top Tape
- 1976 - Série Ídolos MPB Nº 14 Ademilde Fonseca
- 1977 - A Rainha Ademilde & seus chorões maravilhosos - MIS/Copacabana
- 1997 - A Rainha do Choro
- 1998 - Ademilde Fonseca - Vol. 2
- 2000 - As Eternas Cantoras do Rádio - Carmélia Alves, Violeta Cavalcanti, Ademilde Fonseca e Ellen de Lima - Leblon Recors
- 2000 - A Música Brasileira deste século por seus autores e intérpretes - Ademilde Fonseca
- 2000 - Vê se gostas - Jacob do Bandolim, Waldir Azevedo e Ademilde Fonseca
- 2000 - Chorinhos e Chorões - Vol. 2
- 2000 - Ademilde Fonseca - 21 Selecionadas
- 2001 - Café Brasil Conjunto Época de Ouro, Paulinho da Viola, Ademilde Fonseca e outros - Teldec